# برینسوی
برینسوی (انگلیسی: Brainsway) شرکت مراقبت سلامت اسرائیلی است، که در سال ۲۰۰۳ تأسیس شد.